# Semplicemente sei
Semplicemente sei è il secondo EP del cantautore italiano Gigi D'Alessio, pubblicato l'8 giugno 2010.

## Descrizione
Contiene sei canzoni scritte e interpretate dal cantautore partenopeo, tra cui il brano Vita, primo singolo estratto e dedicato al figlio Andrea, nato dall'unione con la sua compagna, la cantante Anna Tatangelo.

## Tracce
Testi e musiche di Gigi D'Alessio.
1. Libero – 3:44
2. Vita – 3:38
3. La prima volta – 4:28
4. Di primo mattino – 3:52
5. Come fosse un mago – 3:27
6. Adesso basta – 3:57

## Formazione
- Gigi D'Alessio – voce
- Roberto D'Aquino – basso
- Alfredo Golino – batteria
- Maurizio Fiordilisio – chitarra
- Francesco D'Alessio – tastiera, organo Hammond, pianoforte
- Adriano Pennino – tastiera, organo Hammond, pianoforte
- Arnaldo Vacca – percussioni
- Claudia Arvati – cori
- Daniele Vit – cori
- Fabrizio Palma – cori
- Rossella Rusini – cori

## Classifiche
| Classifica (2010) | Posizione massima |
| ----------------- | ----------------- |
| Italia            | 1                 |